# Judo-Club 71 Düsseldorf
Der Judo-Club 71 Düsseldorf e.V. ist ein 1971 gegründeter Judo-Verein, beheimatet in Düsseldorf und Hilden. Der Verein hat 2014 die Mission 2020 ausgerufen: Bis dahin will man mit den Frauen und den Männern in die Bundesliga aufsteigen. In den 1980er Jahren kämpfte die Herrenmannschaft bereits in der Judo-Bundesliga. Die Damenmannschaft war in den 1990er Jahren in der 2. Bundesliga vertreten.
Im Zusammenhang mit der Mission 2020 steht eine engagierte Nachwuchsarbeit. Der Verein ist an zahlreichen Schulen, KiTas und anderen Einrichtungen aktiv, hat seinen Wirkradius ausgebreitet und seine Arbeit systematisiert. Dafür wurden auch mehrere Trainer sozialversicherungspflichtig eingestellt. Die meisten Trainer sind im Bereich des Breitensports und der Kinderarbeit beschäftigt. Auch im Leistungssportsegment ist eine Konzentration geschehen.
Wichtiger Bestandteil des Konzeptes ist die engere Zusammenarbeit mit Schulen zur sportlichen Förderung der Kinder sowie die Einbindung von Bildungseinrichtungen zur besseren Vereinbarkeit von Sport und Ausbildung.
Neben der Hauptsportart Judo gibt es Gruppen für Shotokan-Karate, Jiu Jitsu und Damengymnastik sowie einen Frauen-SV. Die Mitgliederzahl des Vereins beträgt etwa 510 Mitglieder (Stand: April 2016). Der Schwerpunkt des Vereins liegt auf den „do“-Sportarten.

## Geschichte
Der Verein wurde 1971 von Friedhelm Glückmann in Zusammenarbeit mit dem Sportamt Düsseldorf als Jugend Club Düsseldorf 71 e.V. gegründet. Der Verein löste sich 1975 vom Sportamt durch Gründung des Vereins Jugend-Club 71 Düsseldorf e.V. mit Hartmut Riedrich als sportlichem Leiter. Auf der Jahreshauptversammlung am 5. Mai 1999 wurde der Verein in Judo-Club 71 Düsseldorf e.V. umbenannt.
Die Männermannschaft kämpfte von 1985 bis 1989 in der 1. Judo-Bundesliga und zog sich schließlich aus finanziellen Gründen zurück. Die Frauenmannschaft kämpfte zwischen 1991 und 1995 in der 2. Judo-Bundesliga.
Im Jahre 1999 unterzeichnete der Verein einen Kooperationsvertrag mit dem Evangelischen Schulzentrum Hilden, das seitdem ein Judo-Internat und bis 2017 Landesleistungsstützpunkt ist.
Seit 2010 ist der Verein Kooperationspartner der NRW-Sportschule Lessing-Gymnasium und Berufskolleg. 2017 wird der Landesleistungsstützpunkt in den Hallen-Neubau umgezogen.
2014 hat der Verein die Mission 2020 ausgerufen und seine Mannschaften aufgestellt. Bis 2020 will der Verein mit beiden Mannschaften in die Bundesliga. Das erste Jahr konnte bereits erfolgreich abgeschlossen werden. In den Folgejahren schaffen die Mannschaften es Jahr für Jahr aufzusteigen. Bereits 2017 erreicht der Verein sein Missionsziel. Die Frauenmannschaft steigt in die 1. Bundesliga auf und die Herren in die 2. Bundesliga.
Auch in der Nachwuchsarbeit stellen sich die geplanten Erfolge ein: 2015 wurde der Verein mit der u12 Ligameister, 1.m / 2.w Kreismannschaftsmeisterschaft und 2.w / 3.m bei der Bezirksmannschaftsmeisterschaft. In den späteren Jahren gibt es in der Jugend zahllose Titel und Medaillen auf allen Ebenen.
2016 stellt für den Verein eine Zäsur dar. Zum ersten Mal tritt der Verein auch auf europäischer und internationaler Ebene mit mehreren Athleten erfolgreich auf. 2017 ist das bisher erfolgreichste Jahr für den Verein. Es werden nicht nur zahlreiche Erfolge international erzielt, sondern zum ersten Mal treten auch Athleten auf dem heimischen Judo Grand Prix an. Der Verein ist 2017 in der Top 10 der Vereinsstatistik des NWJV. Außerdem steigen beide Mannschaften in die Bundesliga auf.
2017 bezieht der Verein im Neubau der NRW-Sportschule ein neues Dojo und stellt den Nachwuchstrainer Jens Kaiser fest an.

## Erfolge

### 1980er-Jahre
Zum ersten deutschen Meistertitel des JC 71 schaffte es Harry Neuhaus 1981 durch einen Haltegriff. 1983 stieg die Männermannschaft mit einem 3. Platz in der Regionalliga in die Bundesliga auf und kämpfte dort bis 1989.
1989: letzte Mannschaftsaufstellung
- 60 Harry Neuhaus, Jonny Ruiz
- 65 Edmund Schulz, Andreas Fucks, Burkhard Knollmann
- 71 Jürgen Nastvogel, Uwe Kapitzke, Michael Schneider
- 78 Jens Kaiser, Oliver Stotzem
- 86 Thomas Micheel, Roland Peplinski
- 95 Kristof Kurczyna, Pit Bollen, Axel Peterson
- +95 Tomaso Giurgolo, Thomas Fischer
- Coach: Hartmut Riedrich (6. Dan)

27. November 1989: Abmeldung aus der 1. Bundesliga
Im Jahr 1985 wurde Edmund Schulz Dritter und Harry Neuhaus Zweiter bei den deutschen Meisterschaften (beide bis 60 kg). Seinen zweiten und letzten Meistertitel feierte Neuhaus 1987 durch eine Innensichel. Im gleichen Jahr wurde Natascha Meisler deutsche Vizemeisterin. Harry Neuhaus erkämpfte sich im folgenden Jahr noch einmal Platz 3. Die folgenden Jahre wurden geprägt von Natascha Meisler und Eric Froemer. Meisler wurde 1988 deutsche Meisterin und 1989 Dritte sowie Zweite bei den British Open und den internationalen russischen Meisterschaften. Eric Froemer wurde ebenfalls Dritter bei den deutschen Meisterschaften und konnte auf dem internationalen Einladungsturnier in der UdSSR ebenfalls mit einem dritten Platz überzeugen.

### 1990er-Jahre
Die 1990er-Jahre gingen so weiter, wie die 80er aufgehört hatten, Eric Froemer wurde deutscher Hochschulmeister, und Natascha Meisler konnte auf internationalen Turnieren mit zwei dritten Plätzen aufwarten. 1992 konnte Eric Froemer erneut die deutsche Hochschulmeisterschaft für sich entscheiden.
Natascha Meisler zog sich langsam zurück, und Trixi Käppler wurde 1994 Dritte bei den deutschen Meisterschaften. In den darauffolgenden Jahren wurde Eric Froemer Dritter bei der deutschen Einzelmeisterschaft Nord (1995), Dritter bei der internationalen deutschen Einzelmeisterschaft (1996), und er wurde erneut deutscher Hochschulmeister (1997). Die 1990er Jahre endeten für den Verein mit einem dritten Platz bei den deutschen Einzelmeisterschaften Nord durch Trixi Käppler.

### 2000er-Jahre
Das neue Jahrtausend begann nicht gut für den JC. 2002 konnte Nadja Nick auf einem internationalen Turnier in Venray (NL) in der Altersklasse U14 einen ersten Platz belegen – der erste große Auftritt am Anfang einer großen Judokarriere. 2003 wurde sie in der Altersklasse U17 Dritte auf dem internationalen Turnier in Bottrop (Optica-Cup) und erneut Erste beim internationalen Turnier in Venray (NL). Im folgenden Jahr wurde sie Zweite auf dem internationalen Turnier in Rotterdam (U17) und Erste beim internationalen Turnier in Holzwickede (U16).

2005 konnte Nadja Nick auf einer Meisterschaft überzeugen, sie wurde deutsche Vizemeisterin in der U17. Zudem wurde sie Erste beim internationalen Turnier in Erfurt, Zweite auf dem internationalen Turnier in Rotterdam und Dritte bei den internationalen deutschen Meisterschaften. Nicole Brenner wurde Dritte auf der Europameisterschaft Ü30 in London.
Im Jahr 2006 wurde Nadja Nick Dritte auf der deutschen Einzelmeisterschaft, diesmal wieder in einer höheren Altersklasse (U20). Außerdem wurde sie Dritte auf dem internationalen Turnier in Erfurt. Genia Gordine wurde Dritte beim internationalen Turnier in Mönchengladbach und Siegerin der BSI Open 2006, Kiki Modrow wurde Dritter auf dem internationalen Turnier in Mönchengladbach. In diesem Jahr konnte nur Lukas Krautmacher mit einem zweiten Platz beim internationalen Turnier in Fuengirola (ES) in der U17 mit einem Erfolg aufwarten. Außerdem wurden einige U17-Kämpfer in den Jahren 2007 bis 2009 mit der Düsseldorfer Mannschaft Sieger der Ruhrolympiade in der Disziplin Judo.
Die Männermannschaft, bekannt als die jüngste Mannschaft der Liga, stieg 2009 als Tabellenzweiter in die Bezirksliga 1 auf.

### 2014
Das Jahr 2014 stellte eine Zäsur dar, alle Bereiche des Sportvereins wurden restrukturiert. Unter dem Motto „Mission 2020“ soll dem Judosport in Düsseldorf wieder ein hoher Stellenwert zukommen. Der Verein stellt seine Mannschaften neu auf und will mit den Damen und Männern bis zum Jahr 2020 in die Bundesliga aufsteigen. Dazu muss die Männer-Mannschaft fortan jedes Jahr aufsteigen. Bei den Damen steht als Erstes der Klassenerhalt auf dem Plan und dann drei Aufstiege. Am Ende des Jahres 2014 ist der erste Meilenstein genommen.

### 2015
Auch das zweite Jahr der Mission 2020 schließt der Verein mit den nötigen Aufstiegen ab: Damen- und Herren-Mannschaft erreichen die nächste Liga. Zudem hat der Verein eine zweite Herren-Mannschaft aufgestellt, die ebenfalls in dem Jahr weiterkommt. Außerdem zeichnen sich die ersten Nachwuchserfolge ab. An über 20 Schulen sichtet der Verein mittlerweile Nachwuchstalente und fördert immer größere Gruppen. Johannes Frey wird als Düsseldorfs Nachwuchssportler des Jahres ausgezeichnet. Es ist das erste Mal, dass ein Judoka diese Ehrung erhält. Außerdem kämpfen die Judoka des Vereins auf Bundesebene erfolgreich um Medaillen. Unter anderem auch in der U15 beim Bundessichtungsturnier in Backnang. Im Karate wird Yuki Fujita Deutsche Meisterin.

### 2016
Das Jahr beginnt mit einer großen Menge von Turniersiegen. Die Nachwuchsarbeit des Vereins beginnt erste Ergebnisse zu zeigen. Johannes Frey wird Deutscher Meister in der U21 und später auch im Junior Elite Team aufgenommen. Sascha Schmitz wird in der U21 Westdeutscher Meister, ebenso Katharina Mossmann (U18) und Nadine Korbel (U15). Boris Peric wird Zweiter auf den Westdeutschen Meisterschaften U21. Katrin Zaytseva wird Dritte auf den Westdeutschen Meisterschaften der U15. Nadine Korbel und Katrin Zaytseva werden zudem Dritte auf dem Bundessichtungsturnier in Backnang. Im April gewinnt Nadine Korbel dann noch Silber beim Internationalen- und Bundessichtungsturnier der U16 und Bronze beim DJB Sichtungsturnier in Erfurt. Bei den Männern wird Rodel Arnolds Zweiter auf dem DJB Ranglistenturnier. Die größten Erfolge sind der Vize-Europameistertitel von Johannes Frey in der u21 bis 100 kg und der Aufstieg beider Mannschaften. Die Frauen schaffen es sogar in die zweite Judo-Bundesliga.

### 2017
Nachdem der Verein in der Vereinsrangliste des Nordrheinwestfälischen Judoverbandes es 2015 endlich auf Platz 20 geschafft hatte, steht der Judo-Club 71 im Jahr 2017 in der Top 10.
In Düsseldorf bezieht der Verein mit dem Landesleistungsstützpunkt ein neues Dojo auf der Ellerstraße. Der Neubau bietet fast 500 m² Mattenfläche und einen knapp 200 m² großen Kraftraum. Die Halle und der Stützpunkt sind direkt an der NRW-Sportschule angeschlossen. Hier werden nicht nur u. a. dreimal in der Woche Frühtraining angeboten, sondern der neueingestellte, hauptamtliche Trainer Jens Kaiser ist Bindeglied zwischen Verein und Schule.
Der größte Erfolg des Clubs ist in dem Jahr der Aufstieg der Frauenmannschaft in die 1. Bundesliga. Der Trainer der Frauenmannschaft, Peter Schlatter, führte das Team innerhalb weniger Jahre von der untersten bis in die oberste Liga. Die Männermannschaft steigt ebenfalls auf – in die zweite Judo-Bundesliga. Beide Mannschaften erreichen damit bereits 2017 das für 2020 gesetzte Ziel des Vereins. Aber auch im Einzel ist der Verein erfolgreicher als jemals zuvor: Athleten des JC71 gewinnen auf europäischem und internationalen Niveau Medaillen. Martin Matijass holt Silber auf dem European Cup in Saarbrücken und in Uster (bis 81 kg). Johannes Frey, der 2017 im Olympiateam der Stadt Düsseldorf aufgenommen wird, erkämpft ebenfalls Silber bei den European Open in Rome. Arijana Peric debütiert bei fünf European Cups und sichert in Gdynia und Lignano Bronze. Ebenfalls ein Novum ist, dass der Verein Athleten bei dem heimischen Judo Grand Prix in Düsseldorf hat. Johannes Frey wird dort bei seinem ersten Grand Prix Fünfter (bis 100 kg).

### 2018
Nachdem Erreichen der Mission 2020 übergibt der Vorstand an potentielle Nachfolger und das Jahr ist geprägt von einer Konsolidierung. Bereits im laufenden Jahr werden neue Vorstände gewählt. Kansetsu Eguchi wird als weiterer hauptamtlicher Trainer eingestellt. Sportlich erreicht die Bundesliga-Mannschaft der Damen die Finalrunde, Johannes Frey wird Deutsche Meister und holt Gold in Marokko und Fünfter auf dem heimischen Grand Slam in Düsseldorf, Frederik Schreiber gewinnt Silber in Gdynia, Arijana Peric wird 7. in Berlin und 5. beim European Cup in Prag. Nora Bannenberg wird Dritte in Slowenien (Europacup in Celje), in La Coruna und in Kaunus, nachdem sie im März Deutsche Meisterin in der u21 wurde. Außerhalb des Judos initiiert die Karate-Abteilung (auch unter Namen dojo yamato bekannt) das erste Düsseldorf Special mit JKA-Instructor Koichiro Okuma (6. DAN).

### 2019
Im Februar wird Kansetsu Eguchi als Bezirkstrainer ernannt. Am 11. April 2019 wählt die Jahreshauptversammlung Stephen McNamara zum neuen Vorsitzenden. Vom Mission 2020-Vorstand ist noch Udo Wendler weiterhin zweiter Vorsitzender. Katrin Zaytseva wird mit 16 Jahren Deutsche Vizemeisterin bis 63 kg in der U18 und Johannes Frey verteidigt seinen Deutschen Meistertitel und ist damit auf Kurs zu den Olympischen Spielen in Tokyo 2020. Im Mai findet das zweite Düsseldorf-Special im Karate statt.

## Bekannte Sportler
- Jens Kaiser

mehrfacher Medaillengewinner auf Deutschen Meisterschaften, wurde später Trainer, zunächst in Langenfeld und dann 2016/17 in Düsseldorf beim JC 71. Der Verein stellte den Diplom-Sportlehrer für den Nachwuchs-Leistungssport ein.
- Arijana Peric

2017 zweimal Bronze bei European Cups in Gdynia und Lignano. Zweimal fünfte (Berlin und Leibnitz) und einmal siebte (La Coruna) – jeweils in der Klasse bis 78 kg. 2018 kämpfte die 1998 geborene Athletin zwei siebte Plätze (Berlin und Celje), sowie einen fünften (Prag) bei den European Cups.
- Martin Matijass

wird bereits in der u17 Dritter auf den Deutschen Meisterschaften (2010 und 2011), erkämpfte in den Folgejahren zahlreiche Medaillen bei European Cups in der Gewichtsklasse bis 81 kg. 2016 noch in der U21 Silber beim EC in Prag und Bronze in Paks. 2017 dann zweimal Silber (Saarbrücken und Uster) – jeweils European Cups.
- Hartmut Riedrich

deutscher und internationaler deutscher Meister 1970; Mitgründer, zweimal Europameisterschafts-Fünfter, 6. Dan.
- Harald Neuhaus

zweifacher deutscher Meister (1981 und 1987), achtfacher westdeutscher Meister und dreifacher deutscher Hochschulmeister; 6. Dan. Verließ 2015 den Verein.
- Edmund Schulz

Zweifacher polnischer Meister 1982; Trainerlizenz A – Leistungssport; 6. Dan
- Natascha Meisler

deutsche Meisterin 1988 und mehrfache südafrikanische Meisterin.
- Eric Froemer

zweifacher deutscher Hochschulmeister, vierfacher westdeutscher Meister. Autor von Das Judo Arbeitsbuch; Trainer.
- Beate Sturm-Käppler

dreifache westdeutsche Meisterin, Dritte bei den deutschen Meisterschaften 1994; Trainerin.
- Peter Schlatter

1995 Europameister im Judo (Birmingham); heute Judo-Abteilungsleiter im Verein, Diplom-Judotrainer und Stützpunktleiter des Landesleistungsstützpunkt für Judo.
- Nadja Nick

deutsche Vizemeisterin (U17), Dritte bei den deutschen Meisterschaften U20 (2006).
- Melanie Lierka

Deutsche Meisterin im Judo U20 im Jahr 2003, fünfmal Silber bei den Deutschen Meisterschaften und dreimal Bronze; Gold beim European Cup in Zagreb 2005 und auch in Cetniewo 2005 und Wien 2005, viele weitere Medaillen auf European Cups und zweimal Bronze auf World Cups (2006 und 2008)
- Lukas Krautmacher

Dritter bei den deutschen Meisterschaften U20 im Jahr 2008; 2013 bis 2015 Leistungssportleiter im Verein; wurde 2015 für seine Nachwuchsarbeit vom Stadtsportbund Düsseldorf ausgezeichnet.
- Julia Kolbe (vormals: Loselein)

Zweimal deutsche Vizemeisterin und einmal Dritte der Deutschen Meisterschaften; Dritte der British Open in London 2009, 3 × Silber und 3 × Brone European Cups U20
- Claudia Ahrens

Deutsche Meisterin im Judo im Jahr 2014. Junioren Vize-Europameisterin 2008, Junioren WM-Platzierte, Fünfte der Europameisterschaften 2010, Grand-Slam- und World-Cup-Medaillen-Gewinnerin; auch Trainerin im Verein.
- Rodel Arnolds

3. Platz EC U20 Mudania 2011, 2. Platz DEM U20 2011, 2. Platz BRT Garbsen Senioren; Trainerlizenz-A Leistungssport, auch Trainer im Verein.
- Johannes Frey

Deutscher Meister U21 im Judo im Jahr 2016; Dritter der Deutschen Meisterschaften U21 im Jahr 2015 – im gleichen Jahr zweimal Bronze beim European Cup U21 (Leibnitz und Kaunas); Bundeskader U21; Düsseldorfs Juniorsportler des Jahres 2015, Mitglied des Junior Elite Teams von Düsseldorf 2015 und 2016. 2016 Deutscher Meister in der U21 bis 100 kg und Vize-Europameister. Bronze in Prag beim European Cup (u21). 2017 wurde er in das Olympiateam der Stadt Düsseldorf aufgenommen. Er war der erste Düsseldorfer auf einem Grand-Prix und der erste auf dem Grand-Prix in Düsseldorf, wo er den fünften Platz erzielte. 2017 wurde er Dritter bei den Deutschen Meisterschaften der Senioren und erkämpfte Silber bei den European Open in Rom. Nach einem Wechsel in die nach oben offenen Gewichtsklasse (+100 kg), wurde Johannes Frey 2018 Deutsche Meister. Im selben Jahr erreichte er beim Grand Slam in Düsseldorf den fünften Platz und kurz danach in Marokko seine erste Grand Prix Gold-Medaille. Im Mai 2018 stand er das erste Mal in der Olympia-Qualifikationsliste. Nach einer Verletzung wurde er im Januar 2019 wieder Deutscher Meister. Beim Grand Slam in Paris schied er im Achtelfinale aus, so auch später beim Grand Slam in Düsseldorf. Im Mai 2019 schaffte er eine Platzierung beim Grand-Prix in China.
- Yuki Fujita

Deutsche Meisterin im Karate 2015
- Nora Bannenberg

geb. 1999, kämpft bis 57 kg. 2014 und 2015 gewann sie jeweils Bronze bei den Deutschen Einzelmeisterschaften der U18. 2014 bis 2016 errang sie 6 Bronzemedaillen bei Europacupturnieren der U18. 2016 gewann sie Bronze bei den Europameisterschaften der U18 in Helsinki. 2017 bis 2019 gewann sie 3× Silber und 2× Bronze bei Europacupturnieren der U21 und 1× Bronze 2018 bei den Frauen. 2018 wurde sie zum ersten Mal Deutsche Meisterin in der U21. 2019 verletzte sie sich und nach ihrer Genesung trat sie international wieder an. Sie erreichte beim European Cup Kaunas und Leibnitz jeweils den siebten Platz. In Tallinn und in Sarajevo folgten 5. Plätze. In Bratislava gab es eine Bronzemedaille. Bei den U23-Europameisterschaften gewann sie 2021 eine Silbermedaille. Bei den Mannschaftseuropameisterschaften mit der U23 und dem Mixed-Team folgten zwei 5. Plätze. Nora hat ihre Wettkampfkarriere 2022 nach den Einzeleuropameisterschaften der Frauen in Sofia beendet.
- Katrin Zaytseva

geb. 2002, wurde mit 16 im Jahr 2019 in der Gewichtsklasse bis 63 kg Deutsche Vizemeisterin in der U18.
- Frederik Schreiber

geb. 1998, größter Erfolg war 2018 die Silbermedaille beim European Cup in Gdynia bis 81 kg.
- Julia Dorny

geb. 1990, aktuelle Auswahl des Frauen-Bundesliga-Teams, Finalteilnehmer 2018 & 2020. Europa- und Weltmeisterin im MMA

## Abteilungen

### Judo
Die Judo-Abteilung existiert seit Gründung des Vereins. Ein Großteil der Mitglieder ist hier aktiv.

### Shotokan-Karate
Die Shotokan-Karate-Abteilung existiert seit 2005 und hat etwa 40 Mitglieder.

### Jiu Jitsu
Die Jiu-Jitsu-Gruppe existiert seit 2007; sie ist aus einem Selbstverteidigungs-Lehrgang entstanden und wird geleitet von Manfred Thull (4. Dan, Jiu Jitsu). Seit 2015 gibt es auch Angebot für Kinder und Jugendliche, sowie Frauen-SV (siehe auch weiter unten).

### Fitness
Im Bereich der Fitness hat der Verein einen Kraftraum und mehrere Fitnessgruppen. Gerade auch für Frauen bestehen sehr aktive Gruppen um Anja Thull und Monika Pabich.

### Selbstverteidigung
Seit 2015 bietet der Verein auch spezielle Gruppen für Frauen-Selbstverteidigung an.

## Logo
2015 hat der Verein sein Logo modernisiert. Dabei wurde der Grundriss des alten Logos beibehalten. Ansonsten kam es zu einer starken Vereinfachung und damit einer deutlich besseren Signalwirkung. Gerade die wurde bei der älteren Version vermisst. Auf Entfernung waren die feinen und kleinen Elemente des alten Logos nicht lesbar und auch der Kurzname des Vereins (JC71) durch die verschlungene Darstellung kaum erkennbar. Das neue Logo hingegen ist minimalistisch, signalstark und deutlich lesbar.
Die Grundrisse der Logos entstammen dem Kōdōkan-Abzeichen, es hat die Form einer Lotusblüte, die im asiatischen Raum für Schönheit, Reinheit und ewiges Leben steht.
Das alte Logo hat noch weitere Elemente: Die Silbe Ju (柔, jap. sanft, nachgebend) stand auf der linken Seite, die Silbe Do (道, jap. Weg, Prinzip) auf der rechten. Auf dem Kodokan-Abzeichen ist in der Mitte die aufgehende Sonne, das Zeichen von Japan. Auf dem Vereinslogo war hingegen aus der Sonne der Schriftzug JC 71 erblüht, wobei die Buchstaben eng miteinander verschlungen waren, wie in einem Judo-Kampf. Oben standen die für Düsseldorf charakteristischen Radschläger, verkörpert von einem Jungen und einem Mädchen im Judo-Anzug. Unten stand die Stadt des Vereinssitzes, Düsseldorf.

## Belege
1. ↑  wo: Landeshauptstadt Düsseldorf - Stiftung Pro Sport Düsseldorf fördert Junior Elite Team. In: www.duesseldorf.de. Abgerufen am 3. Mai 2016.
2. ↑  Vereinsrangliste: NWJV Nordrhein-Westfälischer Judo-Verband e.V. Duisburg. In: www.nwjv.de/. Abgerufen am 23. Dezember 2017.
3. ↑  Judo-Club 71 holt renommierten Nachwuchstrainer nach Düsseldorf. In: www.sportstadt-duesseldorf.de. Abgerufen am 23. Dezember 2017.
4. ↑  Angela Andree: Frauen vom JC 71 Düsseldorf steigen in die 1. Liga auf. In: www.nwjv.de/. Abgerufen am 23. Dezember 2017.
5. ↑  MARTIN MATIJASS JUDOKA. In: judoinside.com. Abgerufen am 23. Dezember 2017.
6. ↑  ARIJANA PERIC JUDOKA. In: judoinside.com. Abgerufen am 23. Dezember 2017.
7. ↑  Mission 2020 erfolgreich!, jc71.de. In: www.jc71.de. Abgerufen am 21. Juni 2019.
8. ↑   Katrin Zaytseva, Judoka, JudoInside. In: www.judoinside.com. Abgerufen am 21. Juni 2019.
9. 1 2  Johannes Frey, Judoka, JudoInside. In: www.judoinside.com. Abgerufen am 21. Juni 2019.
10. ↑  Judo-Club 71 holt renommierten Nachwuchstrainer nach Düsseldorf. In: www.sportstadt-duesseldorf.de. Abgerufen am 23. Dezember 2017.
11. ↑  Melanie Lierka, Judoka, JudoInside. In: www.judoinside.com. Abgerufen am 3. Mai 2016.
12. ↑  Julia Loselein, Judoka, JudoInside. In: www.judoinside.com. Abgerufen am 3. Mai 2016.
13. ↑  Claudia Ahrens, Judoka, JudoInside. In: www.judoinside.com. Abgerufen am 3. Mai 2016.
14. ↑  Rodel Arnolds, Judoka, JudoInside. In: www.judoinside.com. Abgerufen am 3. Mai 2016.